# Guinea en los Juegos Olímpicos de Seúl 1988
Guinea estuvo representada en los Juegos Olímpicos de Seúl 1988 por seis deportistas masculinos que compitieron en tres deportes.
El portador de la bandera en la ceremonia de apertura fue el luchador Ousmane Diallo. El equipo olímpico guineano no obtuvo ninguna medalla en estos Juegos.